# Mantoloking
Mantoloking és una població dels Estats Units a l'estat de Nova Jersey. Segons el cens del 2007 tenia 451 habitants.

## Demografia
Segons el cens del 2000, Mantoloking tenia 423 habitants, 207 habitatges, i 140 famílies. La densitat de població era de 371,2 habitants/km².
Dels 207 habitatges en un 11,6% hi vivien nens de menys de 18 anys, en un 62,8% hi vivien parelles casades, en un 3,4% dones solteres, i en un 31,9% no eren unitats familiars. En el 30,4% dels habitatges hi vivien persones soles el 16,9% de les quals corresponia a persones de 65 anys o més que vivien soles. El nombre mitjà de persones vivint en cada habitatge era de 2,02 i el nombre mitjà de persones que vivien en cada família era de 2,45.
Per edats la població es repartia de la següent manera: un 10,2% tenia menys de 18 anys, un 3,8% entre 18 i 24, un 10,6% entre 25 i 44, un 39,2% de 45 a 60 i un 36,2% 65 anys o més.
L'edat mediana era de 58 anys. Per cada 100 dones de 18 o més anys hi havia 91 homes.
La renda mediana per habitatge era de 105.841 $ i la renda mediana per família de 125.000 $. Els homes tenien una renda mediana de 100.000 $ mentre que les dones 64.167 $. La renda per capita de la població era de 114.017 $. Cap de les famílies i el 0,8% de la població estaven per davall del llindar de pobresa.

## Poblacions més properes
El següent diagrama mostra les poblacions més properes.